# EReolen
eReolen (meget ofte, fejlagtigt skrevet "@reolen" - sandsynligvis på grund af eReolens logo) dækker over tre tilbud. eReolen, eReolen Go og eReolen Global.
eReolen er de danske folkebibliotekers online portal, der giver brugerne mulighed for at låne e-bøger, lydbøger og podcast.
eReolen startede som et projekt i 2011, der tilbød udlån af e-bøger gennem bibliotekerne. I 2014 blev eReolen og Netlydbog lagt sammen til én tjeneste under navnet eReolen.
Foreningen eReolen er den organisatoriske ramme omkring eReolen.
For øjeblikket er der 97 biblioteker over hele landet, inklusive Færøerne, der er tilmeldt ordningen, samt
244 forlag.

## Ereolen Global
eReolen Global ligner eReolen, men er et selvstændigt website med tilhørende app, der er udviklet af det amerikanske firma OverDrive og drives af dem. eReolen Global indeholder ca. 8600 engelske e-bøger og netlydbøger.

## Ereolen app
Ordningen fungerer med enten en app til Apple IOS eller Google Android, eller et program til Windows eller Macbaserede PC'ere. På grund af licensforhold virker det ikke på E-bogslæsere. I appen har man mulighed for at oprette læselister, og søge efter bøger, også efter genre. Appen kommer også med boganbefalinger til brugere, der godt kunne lide bestemte bøger, men i skrivende stund 9-2-2022 er funktionen stadig på beta-stadiet.